# Salvador Ley
Salvador Ley (Ciudad de Guatemala, 1907-1985) es un compositor y pianista guatemalteco de ascendencia judía alemana.

## Vida
Salvador Ley se destacó desde su niñez por su talento prodigioso y precoz. A raíz de ello, sus padres lo enviaron a estudiar a Alemania, donde se desarrolló como pianista concertista. A su regreso a Guatemala fue nombrado director del Conservatorio Nacional. En esa época incorporó al plantel a tres maestros destacados, como lo fueron el compositor austriaco Franz Ippisch, el violinista Dietz Weissmann y el violonchelista Heinrich Joachim. Estos maestros lograron formar a una generación de músicos guatemaltecos que destacaron en la música sinfónica y de cámara. Concluida su labor en el Conservatorio, Ley se trasladó a los Estados Unidos para dedicarse a la docencia y a la composición. Aquí surgieron diversas obras de cámara, pianísticas y dos óperas. 

## Obras
Orquesta
- Dos trozos para danza
- Obertura jocosa, 1952
- Concertino para piano y orquesta, 1952
- Concertante para viola y orquesta de cuerdas, 1962
- Serenata para orquesta de cuerdas, 1971

Obras pianísticas
- Danza fantástica
- Danza exótica
- Allegro y Allegretto
- Dos piezas, 1932
- El mar
- Estudio, 1941
- Little Study (trills), 1955
- Three duets, 1956 para piano a cuatro manos
- Little dance, 1958
- Semblanza, 1959
- Four piano pieces, 1966

Música de cámara
- Introducción y con moto, para violonchelo solo
- Sostenuto, 1977, para violonchelo solo
- Melodía en Mi menor, 1940, para violonchelo y piano
- Scherzino, 1941, para violonchelo y piano
- Arrullo, 1950, para violonchelo y piano
- Prelude in E and Waltz, 1954, para violonchelo y piano
- Preludio y son, para violín y piano
- Pieza, 1956, para viola y piano

Cuarteto de cuerdas
- Cuarteto en cuatro movimientos
- Tema con variaciones
- Movimiento para cuarteto, 1939

Canto y piano
- 70 canciones

Óperas
- The Afternoon of a Spawn (La tarde de un engendro), 1963
- Lera, 1979